# Avestique
L’avestique, autrefois appelé zend, est une langue iranienne ancienne, attestée sous sa forme liturgique dans le livre sacré des zoroastriens, l’Avesta. Parente éloignée du vieux-perse, elle est la langue iranienne orientale la plus anciennement attestée, ce qui la rend importante pour la reconstruction du proto-iranien et du proto-indo-iranien. Franz Bopp, dans sa Grammaire comparée des langues indo-européennes, ouvrage fondamental de la reconstruction de ces langues, y fait abondamment référence aux côtés du sanscrit, de l'arménien, du grec, du latin, du lituanien, de l'ancien slave, du gotique et de l'allemand.

## Composition
Bien qu'issu d'une tradition orale bien antérieure, le corpus de l'Avesta n'a été écrit que tardivement, aux alentours du Ve ou VIe siècle de l'ère chrétienne, durant la période sassanide. Si des témoignagnes médiévaux en moyen-perse listent alors de très nombreux textes comme appartenant au corpus d'origine (que l'on appelle parfois l'Avesta magna), seule une partie infime de ces œuvres est finalement parvenue jusqu'à nous.
Parmi ces œuvres, on distingue en général deux groupes textuels distincts :
- l'avestique ancien, regroupant les passages attribués à Zoroastre ou à ses disciples directs, à savoir :
  - 17 chants en vers, répartis en 5 Gāthās,
  - le Yasna haptaŋhāiti ou « liturgie des sept chapitres »,
  - quelques fragments, cités dans les passages en avestique récent ;
- l'avestique récent, comprenant :
  - les Yasna (en) ou « liturgies »,
  - les Yašts ou « hymnes »,
  - les Vīsperad,
  - les Nyāyišn,
  - les Gāhs,
  - les Sīrōza,
  - les Āfrīngān,
  - les Vidēvdād ou « loi contre les daēuua- », qui est un ensemble de rituels de purification (les Daeva étant les démons du zoroastrisme).

Les manuscrits dont nous disposons sont en outre très tardifs au regard du corpus avestique, le plus ancien qui nous soit parvenu (manuscrit K7a.b) ne datant que du XIIIe siècle (possiblement entre 1268 et 1288). La langue avestique étant déjà éteinte à cette époque, les textes dont nous disposons comprennent un grand nombre d'erreurs, d'annotations et d'hypercorrections qui rendent nécessaire l'analyse philologique. Toutefois, au vu de leur uniformité, on considère en général (depuis les travaux de Karl Hoffmann) que tous ces manuscrits relèvent d'une seule et même tradition codicologique, ce qui fait de la reconstruction d'un « archétype sassanide » le principal enjeu de la philologie avestique.

## La langue de l’Avesta
Ce texte présente nombre de similitudes avec les textes indiens du Rig-Véda, car les Indiens et les Iraniens sont issus des mêmes souches culturelles et religieuses. Toutefois, les deux textes sont assez différents : autant la grammaire védique est bien connue, autant la grammaire avestique est difficile à comprendre, en raison des mauvaises conditions de transmission de ce livre sacré.
La langue avestique est donc surtout celle d'un livre sacré et d'un auteur, Zoroastre. Elle apparaît sous deux variétés : 
- le vieil avestique (anciennement gāthique), la langue des gāthās (chants), partie la plus ancienne de l'Avesta, datant de Zoroastre, langue la plus ancienne et la plus proche du védique, que l'on peut faire remonter au IIe millénaire av. J.-C.. Elle est hautement flexionnelle et très archaïque, à la manière du védique, ce qui explique les difficultés d'interprétation et de traduction ;
- l'avestique récent, utilisé pour la majeure partie de l'Avesta, dont il existe une version dite « artificielle », plus récente qui imite de manière archaïsante la langue d'autrefois. L'avestique récent remonte au VIIIe siècle av. J.-C., l'avestique récent artificiel lui est postérieur. Si la première version est vraisemblablement l'évolution du vieil-avestique, la seconde n'a pour ainsi dire jamais été parlée : c'est une langue purement liturgique utilisée par les prêtres alors que le peuple ne parlait plus l'avestique.

L'indianiste Abraham Hyacinthe Anquetil-Duperron est le premier à donner une « traduction » française de l'Avesta en 1771.

## Écriture
L'avestique s'écrit au moyen d'un alphabet dérivé de la pehlevi, qui note de manière phonétique (et non phonologique) les moindres détails de la prononciation. On l'écrit de droite à gauche.
On transcrit l'avestique au moyen d'une notation latine traditionnelle complexe quand il est plus question de translittération que de transcription réelle, dans laquelle le fait le plus notable est la représentation des fricatives issues de la spirantisation d'une occlusive aspirée au moyen de lettres grecques.
L'alphabet utilisé pour la translittération comporte les lettres suivantes :
- Voyelles :
  - a ā ā̊ ą ą̇	ə ə̄ e ē o ō å ą i ī u ū
- Consonnes :
  - k g γ x xʷ č ǰ t d δ ϑ t̰ p b β f
  - ŋ ŋʷ ṇ ń n m m̨ ẏ y w r s z š ṣ̌ ž h